# تاوسا
تاوسا (انگلیسی: Tausa) نام شهری در کشور کلمبیا است.